# マザーズ・デイ (2023年の映画)
『マザーズ・デイ』（原題：Dzień Matki）は、2023年に公開されたポーランドのアクション映画。監督はマテウシュ・ラコビチ、主演はアグニエシュカ・グロホウスカ。
元特別捜査官の女性のニナが、かつて生き別れた息子がギャングに誘拐されたことを知り、捜査官時代の能力を開放してギャングたちとの戦いを繰り広げ息子を取り戻すことを目指す。

## キャスト
- ニナ - アグニエシュカ・グロホウスカ（英語版）
- マックス - アドリアン・デリクタ
- イゴール - ダリウシュ・ホイナツキ
- マックスの養母 - パウリナ・フルシチェル
- マックスの養父 - パヴェウ・コシュリク
- Agency Head - アルカディウシュ・ブリカルスキ
- バトン - セバスティアン・デラ
- ヴォルトメーター - シモン・ヴロブレフスキ
- ティトゥス - コンラッド・エレリク
- クラサヴィトサ - ヨヴィタ・ブドニク

## 製作
監督兼脚本家のマテウシュ・ラコビチと脚本家のウカシュ・M・マチェイェフスキは、2021年のラコビチの長編監督デビュー作『脱走王ナイムロ』でも共に仕事をしている。
主要な撮影はポーランドの首都ワルシャワとその周辺で2022年5月から同年6月下旬までの36日間をかけて行われた。